# Selección de hockey sobre hierba de Checoslovaquia
La selección de hockey sobre hierba de Checoslovaquia representó a Checoslovaquia en el hockey sobre césped internacional masculino.
El equipo participó en tres Campeonatos de Europa. Su mejor resultado fue en la edición de 1974 cuando terminó noveno.

## Participaciones

### Campeonato de Europa
- 1970 - 10°
- 1974 - 9°
- 1978 - 10°